# Espagnolopsis exaltata
Espagnolopsis exaltata är en insektsart som beskrevs av Perez-gelabert och David M. Rowell 2006. Espagnolopsis exaltata ingår i släktet Espagnolopsis och familjen Episactidae. Inga underarter finns listade i Catalogue of Life.